# Rimae Taruntius
Le Rimae Taruntius sono una struttura geologica della superficie della Luna.